# Huseyn Aliyev
Huseyn Alirza oglu Aliyev (en azerí: Hüseyn Əlirza oğlu Əliyev; Comardlı, 22 de abril de 1911-Bakú, 25 de mayo de 1991) fue un pintor de Azerbaiyán, Artista del Pueblo de la RSS de Azerbaiyán.

## Biografía
Huseyn Aliyev nació el 22 de abril de 1911 en Comardli.
En 1922-1931 colaboró con la revista Molla Nasiraddin y sus varias caricaturas publicó en esta revista. De 1927 a 1932 estudió en la escuela de arte en Bakú. En los años 1932-1935 estudió en la academia de artes en San Petersburgo.
Participó en la Gran Guerra Patria. Fue premiado con la Medalla por la Defensa del Cáucaso, la Medalla por el trabajo valiente en la Gran Guerra Patria 1941-1945, la Medalla Conmemorativa del 30.º Aniversario de la Victoria en la Gran Guerra Patria de 1941-1945 y la Orden de la Amistad de los Pueblos.
Desde 1940 fue miembro de la Unión de Artistas. Recibió el título “Artista del Pueblo de la RSS de Azerbaiyán” en 1982.
Huseyn Aliyev murió el 25 de mayo de 1991 en Bakú. En 2004 sus obras se demostraron en Abu Dhabi. La exposición por el centenario del artista se celebró en San Petersburgo en 2011.

## Premios y títulos
- Medalla por la Defensa del Cáucaso
- Medalla por el trabajo valiente en la Gran Guerra Patria 1941-1945
- Medalla Conmemorativa del 30.º Aniversario de la Victoria en la Gran Guerra Patria de 1941-1945
- Orden de la Amistad de los Pueblos
- Artista de Honor de la RSS de Azerbaiyán (1977)[2]
- Artista del Pueblo de la RSS de Azerbaiyán (1982)[3]